# Josep Fontanet i Peris
Josep Fontanet i Peris (Barcelona, 6 de novembre de 1929 - Barcelona, 1 de gener de 1978) fou un futbolista català de les dècades de 1940 i 1950.

## Trajectòria
Jugava principalment de davanter centre, tot i que també jugà d'interior. Era un davanter força alt per l'època, 1,85 metres. Després de jugar a l'equip d'Aficionats del FC Barcelona una temporada, fitxà per la SD Espanya Industrial entre 1947 i 1949. La temporada 1949-50 va fitxar pel RCD Espanyol, però no va disputar partits oficials, només alguns amistosos. La temporada 1950-51 fou cedit al Girona FC, juntament amb Rafael Oramas, i la temporada següent retornà a l'Espanyol, on només disputà tres partits de lliga en els quals marcà tres gols. El seu debut fou un partit davant del Reial Saragossa a l'Estadi de Sarrià, on Fontanet marcà dos gols del 4-0 final. També marcà un gol a l'estadi Santiago Bernabeu en la derrota per6-1. El seu darrer partit a Primera fou una derrota a casa amb el Celta de Vigo (0-2). La presència de Julià Arcas a l'equip li impedia esdevenir titular i finalment deixà el club. El 1952 semblava que fitxava pel Gimnàstic de Tarragona, però finalment acaba jugant al Perpinyà FC. Després fitxà per l'Atlètic de Madrid, malgrat no disposà de gaire minuts. Abans d'acabar la temporada ingressà al CE Castelló i la 1955-1956 defensà els colors del CE Sabadell.